# Campeonato Estoniano de Patinação Artística no Gelo de 2018
Campeonato Estoniano de Patinação Artística no Gelo de 2018 foi a nonagésima segunda edição do Campeonato Estoniano de Patinação Artística no Gelo, um evento anual de patinação artística no gelo onde os patinadores artísticos competem pelo título de campeão estoniano no nível sênior. A competição foi disputada entre os dias 9 de dezembro e 10 de dezembro de 2017, na cidade de Tallinn, Harjumaa.

## Eventos
- Individual masculino
- Individual feminino
- Dança no gelo

## Medalhistas
| Evento                        | Ouro                            | Prata                         | Bronze                  |
| Sênior                        |                                 |                               |                         |
| Individual masculino detalhes | Daniel-Albert Naurits           | Samuel Koppel                 | nenhum outro competidor |
| Individual feminino detalhes  | Gerli Liinamäe                  | Kristina Škuleta-Gromova      | Eva Lotta Kiibus        |
| Dança no gelo detalhes        | Viktoria Semenjuk Artur Gruzdev | Katerina Bunina German Frolov | nenhum outro competidor |

## Resultados

### Sênior

#### Individual masculino
| Pos.             | Nome                  | Pontos | PC        | PL         |
| ---------------- | --------------------- | ------ | --------- | ---------- |
| Medalha de ouro  | Daniel-Albert Naurits | 215.25 | 75.94 (1) | 139.31 (1) |
| Medalha de prata | Samuel Koppel         | 184.14 | 60.18 (2) | 123.96 (2) |

#### Individual feminino
| Pos.              | Nome                     | Pontos | PC         | PL         |
| ----------------- | ------------------------ | ------ | ---------- | ---------- |
| Medalha de ouro   | Gerli Liinamäe           | 162.59 | 52.82 (1)  | 109.77 (1) |
| Medalha de prata  | Kristina Škuleta-Gromova | 157.30 | 52.78 (2)  | 104.52 (2) |
| Medalha de bronze | Eva Lotta Kiibus         | 147.53 | 48.63 (3)  | 98.90 (3)  |
| 4                 | Johanna Allik            | 141.25 | 45.50 (4)  | 95.75 (4)  |
| 5                 | Annely Vahi              | 131.28 | 42.86 (7)  | 88.42 (5)  |
| 6                 | Calista Krass            | 130.20 | 45.17 (5)  | 85.03 (6)  |
| 7                 | Niina Petrokina          | 127.02 | 43.82 (6)  | 83.20 (7)  |
| 8                 | Jelizaveta Leonova       | 109.76 | 39.98 (8)  | 69.78 (8)  |
| 9                 | Jekaterina Rudneva       | 101.96 | 37.72 (10) | 64.24 (10) |
| 10                | Karoliine Raudsepp       | 98.88  | 32.75 (11) | 66.13 (9)  |
| 11                | Maria Tsvetkova          | 97.02  | 39.54 (9)  | 57.48 (11) |

#### Dança no gelo
| Pos.             | Nome                              | Pontos | PC        | PL        |
| ---------------- | --------------------------------- | ------ | --------- | --------- |
| Medalha de ouro  | Viktoria Semenjuk / Artur Gruzdev | 133.22 | 53.13 (1) | 80.09 (1) |
| Medalha de prata | Katerina Bunina / German Frolov   | 119.95 | 47.49 (2) | 72.46 (2) |